# Hedleya macleayi
Hedleya macleayi é uma espécie de gastrópode da família Pupinidae.
É endémica da Austrália.